# Corjeuți
Corjeuți è un comune della Moldavia situato nel distretto di Briceni di 7.570 abitanti al censimento del 2004.